# Канапвил (Ер)
Канапвил (фр. Canappeville) насеље је и општина у северној Француској у региону Горња Нормандија, у департману Ер која припада префектури Евре.
По подацима из 2011. године у општини је живело 666 становника, а густина насељености је износила 64,22 становника/km². Општина се простире на површини од 10,37 km². Налази се на средњој надморској висини од 158 метара (максималној 157 m, а минималној 60 m).

## Демографија
| 1962. | 1968. | 1975. | 1982. | 1990. | 1999. | 2011. |
| ----- | ----- | ----- | ----- | ----- | ----- | ----- |
| 341   | 367   | 332   | 393   | 555   | 564   | 666   |

График промене броја становника у току последњих година